# Moritz Hochschild
Moritz Hochschild, conocido como Mauricio Hochschild (Biblis, Alemania,17 de febrero de 1881-París, Francia, 12 de junio de 1965), fue un magnate judío-alemán, de la industria minera mundial en la primera mitad del siglo XX. Junto con Simón Iturri Patiño y Carlos Víctor Aramayo, fueron considerados como los tres barones del estaño boliviano.

## Biografía
Nació en una familia judía, dedicada a la industria minera durante más de una generación. Era el hijo mayor de un comerciante que tenía dos primos involucrados en la industria del metal, los hermanos Berthold Hochschild, que fundaron American Metal Company y Zachary Hochschild, socio de Metallgesellschaft. Después de que Hochschild se graduó de la escuela, estudió minería e ingeniería en la Universidad de Minería y Tecnología de Freiberg. En 1905, comenzó a trabajar en el conglomerado industrial Metallgesellschaft y luego continuó su trabajo como agente de la compañía en España y Australia. Después se mudó a Sudamérica para trabajar de manera independiente. Al cabo de varios años en Chile, regresó a Alemania, donde fue voluntario en el ejército con un trabajo burocrático en la Primera Guerra Mundial.

## Imperio en Bolivia
En 1918 se casa con Käthe Rosenbaum con quien en 1919 regresa una vez más a América del Sur. En 1920 nace su hijo Gerardo Hochschild Rosenbaum. 
Desde que era estudiante escuchaba de Simón Patiño y la fortuna que acumulaba por la venta de estaño y en 1922, Hochschild se traslada a Bolivia, en 1924 fallece su esposa de tuberculosis.
Durante las siguientes dos décadas, Hochschild construyó un imperio económico en Bolivia en torno a la explotación minera y el comercio del estaño. Su imperio se extendía desde el Perú hasta Chile. Durante este período de crecimiento, algunos familiares llegaron a América del Sur para trabajar para él, incluyendo a su primo Philipp Hochschild y su esposa, Germaine. Mauricio (como se lo conocía en Sud América) y Germaine tuvieron una aventura, y se casaron después de que Germaine se divorció de Philipp.
La década de 1930 vio el apogeo de la influencia económica y política del Grupo Moritz Hochschild.

## El Schindler de Bolivia
En 1938, utilizando su influencia con Germán Busch (presidente militar de Bolivia de 1937 a 1939), Hochschild empujó a Bolivia a abrir sus puertas a los refugiados judíos de la Alemania de Hitler. Aproximadamente 9.000 fueron admitidos. Hochschild también financió el transporte de los refugiados y sus viviendas una vez que llegaron al país sudamericano. Los periódicos lo han llamado "Schindler de Bolivia".
Durante la Segunda Guerra Mundial fue un proveedor de estaño y otros materiales para las fuerzas aliadas.

## Últimos años
Tanto en 1939 como en 1944, Hochschild fue arrestado por el gobierno boliviano y sentenciado a muerte. Solo dos semanas después de la liberación después de su arresto en 1944, fue capturado y secuestrado durante dos semanas. Después de que fue liberado, salió de Bolivia y nunca regresó.
En 1951, los Hochschilds donaron la mayor parte de su fortuna al Fondo y Fundación Hochschild. El Grupo Moritz Hochschild fue nacionalizado durante la Revolución Boliviana de 1952; siendo compensados con una asignación del 30% de los activos anteriores de la compañía. La empresa, Hochschild Mining, creció aún más y se expandió en todo el mundo. En 1961, Hochschild inauguró la mina de cobre Mantos Blancos en Antofagasta, Chile, que se convirtió en su operación minera más exitosa, aunque sus mejores resultados vendrían después de su muerte.
Moritz Hochschild murió en 1965 en París. Es el  tío abuelo del empresario peruano Eduardo Hochschild, presidente de Hochschild Minero PLC.